# Ликона, Майкл
Майкл Р. Лико́на (англ. Michael R. Licona; род. 17 июля 1961, Балтимор, Мэриленд, США) — американский библеист и писатель, специалист по Новому Завету, истории воскресения Иисуса Христа и литературоведческому исследованию Евангелий, как греко-римских биографий.

## Биография

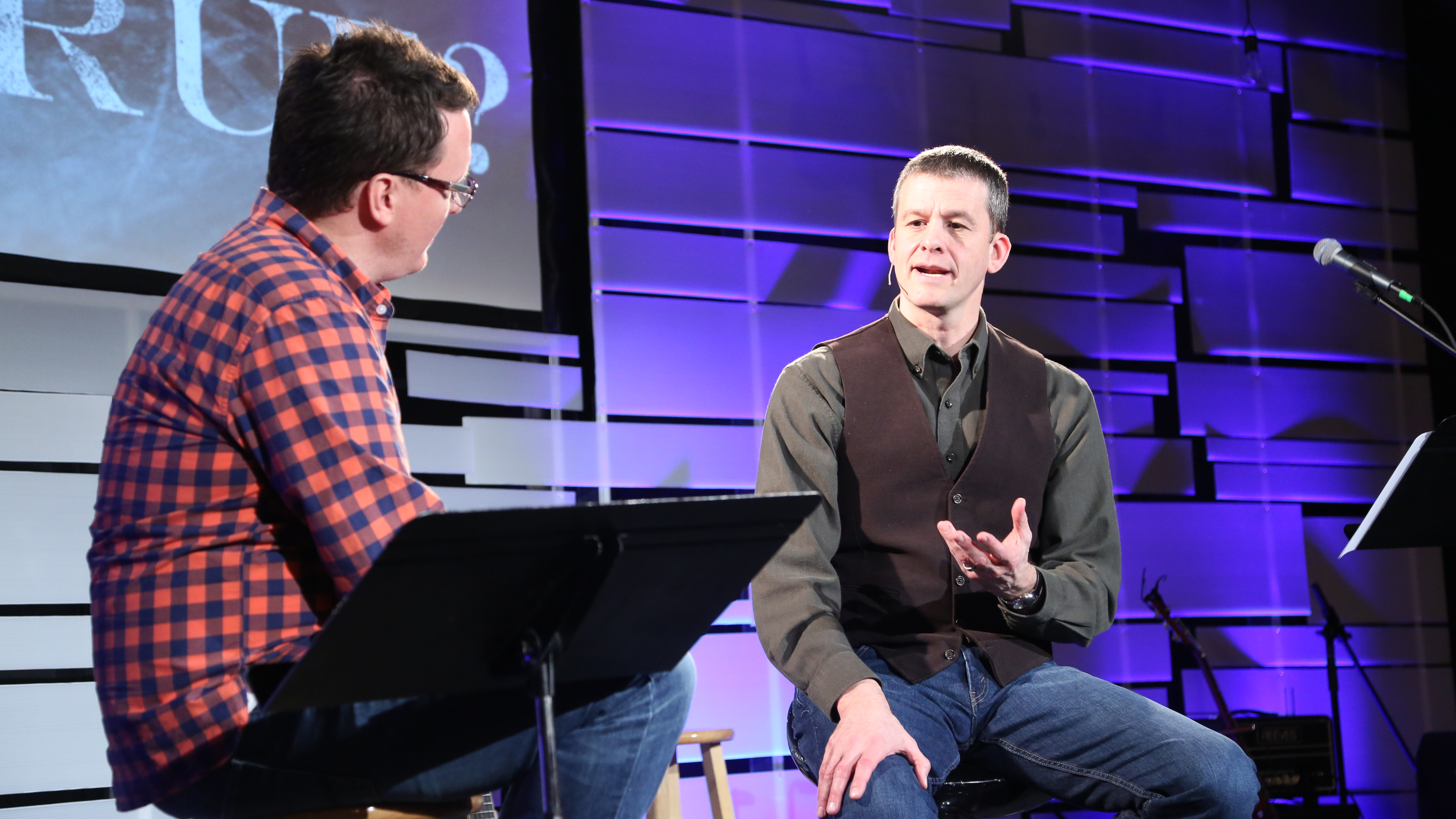
Ликона даёт интервью Брайану Маршаллу в Христианском студенческом братстве Кентуккийского университета

Родился 17 июля 1961 года в Балтиморе, штат Мэриленд в христианской семье.
В 1983 году получил в Университете Либерти бакалавра гуманитарных наук по музыке (саксофон) и там же в 2000 году магистра гуманитарных наук по религиоведению.
В 2005–2011 годах — апологетический координатор Североамериканского миссионерского совета Южной баптистской конвенции.
В 2008 году получил доктора философии по новозаветным исследования, защитив в Преторийском университете в под научным руководством Яна Ван дер Ватта диссертацию по теме «Историчность воскресения Иисуса Христа: историографические соображения в свете недавних дебатов». Внешним рецензентом выступил библеист Ричард Биван Хейз.
В 2009–2011 годах — профессор-исследователь Нового Завета Южной евангелической семинарии.
В 2010–2013 годах — научный сотрудник-совместитель, а с 2014 года — экстраординарный ассоциированный профессор теологического факультета Северо-Западного университета.
С 2012 года — ассоциированный профессор теологии Хьюстонского баптистского университета.
Член Евангелического философского общества, Евангелического теологического общества, Института библеистики, Общества библейской литературы и Общества новозаветных исследований.
Жена — Дебби Ликона, есть дочь Александра и сын Закария.

## Научная деятельность
Монография Ликоны «Воскресение Иисуса: новый историографический подход», в которой автор стремился доказать телесное воскресение Иисуса Христа, получила высокую оценку за «кропотливую тщательность», с которой Ликона исследовал выбранную тему. Из-за её издания он также был вынужден покинуть Южную евангелическую семинарию.
В одном из мест из своей книги Ликона поставил под сомнение буквальное толкование истории о воскресении святых в 27-й главе Евангелия от Матфея, предполагая возможность того, что это могут быть апокалиптические образы. Это повлекло за собой критики евангельских теологов Нормана Гайслера и Альберта Молера обвинивших Ликону в отрицании полной безошибочности Библии в целом и евангельских повествований в частности. В свою очередь Ликона утверждал, что предложенное им толкование не имеет ничего общего с тем, безошибочны ли Евангелия, а касается лишь вопросов герменевтики. В ходе дальнейших событий Ликона в 2011 году оставил должность профессора-исследователя Нового Завета и координатора по апологетике Североамериканского миссионерского совета. В его защиту высказались такие учёные, как Майкл Бёрд, Уильям Лейн Крейг, Джеймс Портер Морленд и Гэри Роберт Хабермас, написавшие Гейслеру открытое письмо. Летний выпуск журнал The Southeastern Theological Review за 2012 год был полностью посвящён дискуссии вокруг монографии Ликоны, с рецензиями Гэри Хабермас, Томас Джоэл Макгрю и К. Бехан Маккалахен, а также участием Хита Томаса, Крейга Бломберга, Пола Копана, Чарльза Л. Куолрса, Майкла Крюгера и Дэниела Лоуэлла Акина.
В ходе полемики касательно воскресения святых в Евангелии от Матфея, такие теологи, как Норман Гейслер, Альберт Молер и Ф. Дэвид Фарнелл, задались вопросом, отходит ли Ликона от своих евангелических взглядов и движется ли он том же направлении, что и библеист-агностик и специалист по Новому Завету Барт Эрман.
Утверждая свою веру в божественный авторитет Библии и её безошибочность, он подчёркивает, что не может предполагать убеждения, занимаясь историческими исследованиями. Кроме того, он утверждает, что учение о безошибочности Библии не является основополагающим для христианской веры. Находясь одной из радиоперередачах вместе с Эрманом Ликона отметил, что если Иисус Христос действительно воскрес из мертвых, то христианство истинно, даже если верно и то, что некоторые вещи Библии не было не такими, какие они известны. Ликона отметил то, что он увидел как несколько проблем с аргументом в пользу безошибочности, было изложено самим Норманом Гейслером.
Ликона часто спорил с Бартом Эрманом по поводу его точки зрения об Иисусе Христе и его воскресении. Несмотря на это, они лично являются друзья, и Ликона, в качестве гостя, публиковал статьи в его блог.

## Награды
- New Life Black Belt Academy 1987 “Instructor of the Year”[2]
- Christianity Today 2005 Award of Merit (Book of the Year in Apologetics) за книгу The Case for the Resurrection of Jesus[2]
- Liberty Baptist Theological Seminary 2010 “Alumnus of the Year”[2]

## Научные труды

### Монографии
- Licona M. R. (1998), Behold, I Stand At the Door and Knock: What to Say to Mormons and Jehovah's Witnesses When They Knock on Your Door, Truth Quest Publishers, ASIN B00126UFDS
- Licona M. R., Habermas G. R.[англ.]. The Case for the Resurrection of Jesus (англ.). — 1st ed. — Grand Rapids, MI: Kregel Publications[англ.], 2004. — 384 p. — ISBN 978-0-8254-2788-6.
- Licona M. R. (2006), Paul Meets Muhammad: A Christian-Muslim Debate on the Resurrection, Grand Rapids, MI: Baker Academic[англ.], ISBN 978-0-8010-6602-3
- Licona M. R. (2010), The Resurrection of Jesus: A New Historiographical Approach, Downer's Grove, IL: IVP Academic[англ.], ISBN 978-0-8308-2719-0
- Licona M. R. (2017), Why Are There Differences in the Gospels? What We Can Learn From Ancient Biography, Oxford, UK: Oxford University Press, ISBN 9780190264260
- Licona M. R. (2020), Raised on the Third Day: Defending the Historicity of the Resurrection of Jesus, Bellingham, US: Lexham Press[англ.], ISBN 9781683594321

### Статьи
- The Resurrection of the Son of God by N. T. Wright // Review of Biblical Literature, June 19, 2004).
- Exegetical Essays on the Resurrection of the Dead by Samuel M. Frost // Review of Biblical Literature, November 5, 2005).
- Historiography and Hermeneutics in Jesus Studies: An Examination of the Work of John Dominic Crossan and Ben F. Meyer by Donald L. Denton // Review of Biblical Literature, June 11, 2005).
- Lo, I Tell You a Mystery: Cross, Resurrection, and Paranesis in the Rhetoric of 1 Corinthians by David A. Ackerman // Review of Biblical Literature, September 16, 2006).
- The Resurrection of Jesus: John Dominic Crossan and N. T. Wright in Dialogue by Robert B. Stewart, ed. // Review of Biblical Literature, September 9, 2006).
- Resurrecting Jesus: The Earliest Christian Tradition and Its Interpreters by Dale C. Allison // Review of Biblical Literature, August 12, 2006).
- Text and History: Historiography and the Study of the Biblical Text by Jens Bruun Kofoed // Review of Biblical Literature, February 18, 2006).
- The Empty Tomb Tradition of Mark: Text, History, and Theological Struggles by Mark W. Waterman // Review of Biblical Literature, March 31, 2007).
- The Resurrection: History and Myth by Geza Vermes // Review of Biblical Literature, July 5, 2008).
- “The adjudication of miracles: Rethinking the criteria of historicity” // Hervormde Theological Studies 65.2 (2009).
- “Historians and miracles – the principle of analogy and antecedent probability reconsidered” // Hervormde Theological Studies 65.1 (2009).
- “Did Jesus Predict His Death and Vindication/Resurrection?” // Journal for the Study of the Historical Jesus[англ.] 8.1 (2010), 47-66.
- Revisiting the Empty Tomb: The Early History of Easter by Daniel A. Smith // Review of Biblical Literature, December 15, 2010).
- The Reliability of the New Testament: Bart Ehrman and Daniel Wallace in Dialogue by Robert B. Stewart, ed. // Review of Biblical Literature, August 12, 2011).
- “In Reply to Habermas, McGrew, and McCullagh” // Southeastern Theological Review 3.1 (2012), 55-69.
- “A Roundtable Discussion with Michael Licona on The Resurrection of Jesus: A New Historiographical Approach (Danny Akin, Craig Blomberg, Paul Copan, Michael Kruger, Michael Licona, and Charles Quarles)” // Southeastern Theological Review 3.1 (2012), 71-98.
- Why Resurrection (When There Is A Better Way)? A review of Carlos Blanco, Why Resurrection? An Introduction to the Belief in the Afterlife in Judaism and Christianity // The Expository Times[англ.], Volume 124, Number 4, January 2013, 191.
- “Historians and Miracle Claims” // Journal for the Study of the Historical Jesus[англ.] 12 (2014), 106-129.
- “What Jesus’ Enemies Said About Him” // The City: Jesus and His Enemies 8.1 (Summer 2015), 92-100.
- “Is the Sky Falling in the World of Historical Jesus Research?” // Bulletin for Biblical Research[англ.] 26.3 (Fall-Winter 2016), 353-68.
- “What are the Primary Sources for Jesus’s Resurrection” // The City: Resurrection 9:1 (Spring 2016), 23-30.
- An Overview of Perplexing Matters Related to Jesus’ Resurrection. A review of Lidija Novakovic, Resurrection: A Guide for the Perplexed // The Expository Times[англ.] 128.3 (December 2016), 149-150.
- A review of Richard Bauckham, Jesus and the Eyewitnesses: The Gospels as Eyewitness Testimony, Second Edition by Richard Bauckham // The Journal of Theological Studies (forthcoming)
- “Are the Gospels ‘Historically Reliable’? A Focused Comparison of Suetonius’s Life of Augustus and the Gospel of Mark. // Religions 2019, 10, 148.